# آرتس
آرتس (بالإنجليزية: ARTES)‏ هو برنامج طويل الأمد لوكالة الفضاء الأوروبية، تعمل على نطاق واسع لدعم وتطوير المنتجات وخدمات ساتسوم المتقدمة،  ويسهل برنامج آرتس أنشطة البحث والتطوير فضلا عن توفير إطار للشراكات بمجال الصناعة بهدف المساهمة في تطوير الصناعات الأوروبية والكندية، والمساعدة في تطوير التكنلوجيا والمفاهيم المتقدمة التي تشكل الأساس للمنتجات والخدمات التنافسية، من خلال آرتس، تيا، تلعب دورا استثماريا من خلال دعم الشراكات بين القطاعين العام والخاص التي تسهم في تطوير ونشر أنظمة ساتلية جديدة، مما يسمح للتحقق من الخدمات المستقبلية.